# Nandis
Nandis são um povo nilota, subgrupo dos calenjins, dos planaltos ocidentais do Quênia. Nos anos 90, sua população excedia 425 mil pessoas, muitos dos quais vivendo em torno de Capsabete, na extinta província do Vale do Rifte. Tradicionalmente criam gado, mas mais recentemente começaram a cultivar milho e tabaco para fins comerciais e a migrar rumo às cidades. São conhecidos como guerreiros habilidosos e historicamente atacaram os vizinhos massais, luos e quisis em busca de gado, mas com a chegada dos britânicos na região em 1905, os ataques cessaram. São falantes da língua calenjim, que é compartilhada com os vizinhos quipsiguis.